# لری لاودان
لری لاودان (‎/ˈlaʊdən/‎؛ به انگلیسی: Larry Laudan) زاده 16 اکتبر 1941 - درگذشته 23 اوت 2022) فیلسوف علم و معرفت‌شناس آمریکایی بود. او سنت‌های پوزیتیویسم، واقع‌گرایی و نسبی‌گرایی را به شدت مورد انتقاد قرار داد و از دیدگاه علم به‌عنوان نهادی ممتاز و مترقی در برابر چالش‌های مردمی دفاع کرد. دیدگاه فلسفی لاودان از «سنت‌های پژوهشی» به‌عنوان جایگزین مهمی برای «برنامه‌های پژوهشی» ایمره لاکاتوش در نظر گرفته می‌شود.

## زندگی و حرفه
لاودان دکترای خود را در رشته فلسفه را از دانشگاه پرینستون دریافت کرد و سپس در کالج دانشگاهی لندن و سال‌ها در دانشگاه پیتسبرگ تدریس کرد. به دنبال آن در دانشگاه ایالتی و مؤسسه پلی‌تکنیک ویرجینیا، دانشگاه هاوایی در مانوا و دانشگاه مستقل ملی مکزیک تدریس کرد. علی‌رغم بازنشستگی رسمی، لاودان به سخنرانی‌هایی در دانشگاه تگزاس در آستین ادامه داد. کار بعدی او در مورد معرفت‌شناسی حقوقی بود.

## کار فلسفی
تأثیرگذارترین کتاب لاودان پیشرفت و مشکلات آن (۱۹۷۷) است که در آن او فیلسوفان علم را به این دیدگاه متهم می‌کند که «علم اساساً یک فعالیت حل مسئله است» بدون این‌که پیامدهای این دیدگاه برای تاریخ علم و فلسفه علم را جدی بگیرند، و بدون زیر سؤال بردن برخی مسائل در تاریخ‌نگاری و روش‌شناسی علم. در برابر تجربه گرایی، که توسط کارل پوپر، و «انقلاب گرایی» به نمایندگی از توماس کوهن ارائه می‌شود، لاودان در پیشرفت و مشکلات آن اظهار داشت که علم فرآیندی در حال تکامل است که شواهد معتبر تجربی بیش‌تری را جمع‌آوری می‌کند و در عین حال ناهنجاری‌های مفهومی را حل می‌کند. صرف جمع‌آوری شواهد یا تأیید تجربی، مکانیسم واقعی پیشرفت علمی را تشکیل نمی‌دهد. حل مفهومی و مقایسه راه‌حل‌های ناهنجاری‌های ارائه‌شده توسط نظریه‌های مختلف، بخش مهمی از تکامل علم را تشکیل می‌دهد.
لاودان به‌دلیل استدلال استقرایی بدبینانه‌اش علیه این ادعا که موفقیت انباشته علم نشان می‌دهد که علم باید واقعیت را واقعاً توصیف کند، شهرت دارد. لاودان در مقاله خود در سال ۱۹۸۱ با عنوان «آشفتگی رئالیسم هم‌گرا» استدلال کرد که «تاریخ علم شواهد گسترده‌ای از تئوری‌های تجربی موفقی ارائه می‌دهد که بعدتر رد شده‌اند؛ در دیدگاه‌های بعدی، اصطلاحات غیرقابل مشاهده آن‌ها ارجاع نمی‌دهند و بنابراین، آن‌ها را نمی‌توان درست یا حتی تقریباً درست در نظر گرفت.»
لاودان در کتاب فراتر از پوزیتیویسم و نسبی‌گرایی نوشت که «هدف علم ایمن‌سازی نظریه‌ها با اثربخشی بالا در حل مسئله است» و پیشرفت علمی زمانی امکان‌پذیر است که داده‌های تجربی کاهش یابد. «در واقع، بر اساس این مدل، ممکن است تغییر از یک نظریه تجربی پشتیبانی شده به نظریه‌ای با پشتیبانی کمتر پیش‌رونده باشد، مشروط بر این‌که نظریه دوم مشکلات مفهومی قابل توجهی را که در مواجهه با اولی است حل کند.» در نهایت، تئوری بهتر، مشکلات مفهومی بیش‌تری را حل می‌کند و در عین حال ناهنجاری‌های تجربی را به حداقل می‌رساند.
لاودان همچنین در مورد مدیریت ریسک و موضوع تروریسم نوشته‌است. او استدلال کرده‌است که «خشم اخلاقی و شفقت، پاسخ مناسب به تروریسم است، اما ترس برای خود و جان خود این‌گونه نیست. خطر این‌که یک آمریکایی معمولی قربانی تروریسم شود بسیار دور است.» او کتاب خطرات را در سال ۱۹۹۶ نوشت که در آن خطرات نسبی حوادث مختلف را شرح می‌دهد.

## جنجال - جدال سرسختانه
در سال ۱۹۹۰، درحالی‌که لاودان رئیس کرسی فلسفه در دانشگاه هاوایی بود، به‌دلیل مناظره‌ای در روزنامه‌های محلی در مورد ادعاهای او در باب برتری سفیدپوستان و استعمار هاوایی، از استاد دیگر هاونانی-کی تراسک انتقاد کرد. لاودان از یکی از معاونان دانشگاه درخواست کرد که تراسک به‌خاطر نظرات منتشرشده خود توبیخ شود. بعدتر، دپارتمان فلسفه که لاودان ریاست آن را برعهده داشت، «بیانیه‌ای دربارهٔ نژادپرستی در دانشگاه» منتشر کرد و اظهارات تراسک را محکوم کرد.
در سپتامبر ۲۰۲۱، پس از مرگ تراسک، دانشگاه هاوایی در بخش فلسفه مانوا تشخیص داد که اتهامات نژادپرستی که لاودان علیه هاونانی-کی تراسک مطرح کرد، کاملاً بی‌اساس بود، و تراسک «صمیمانه برای این حملات عذرخواهی کرده‌است، و از فیلسوفان مانوا رنج می‌برد. دپارتمان فلسفه دانشگاه هاوایی نه تنها از تراسک بلکه از «جامعه اساتید و دانشجویان کاناکا اویوی» عذرخواهی کرد زیرا اتهامات لاودان علیه تراسک «زخم‌های ماندگاری را در بین بومیان هاوایی بر جای گذاشت.» دپارتمان فلسفه تشخیص داد که اعضای آن «وظیفه اخلاقی دارند که اقدام کنند» و از اقدامات اعضای قبلی خود، مانند لاودان، عذرخواهی کنند.

## آثار برگزیده
- ۱۹۷۷. پیشرفت و مشکلات آن: به‌سوی نظریه رشد علمی،[۲۰]شابک ‎۹۷۸-۰-۵۲۰-۰۳۷۲۱-۲
- ۱۹۸۱. علم و فرضیه
- ۱۹۸۳. فروپاشی مشکل مرزبندی[۲۱]
- ۱۹۸۴. علم و ارزش‌ها: اهداف علوم و نقش آن‌ها در بحث علمی، شابک ‎۹۷۸-۰-۵۲۰-۰۵۷۴۳-۲
- ۱۹۹۰. علم و نسبی‌گرایی: گفتگوهایی دربارهٔ فلسفه علم، شابک ‎۹۷۸-۰-۲۲۶-۴۶۹۴۹-۲
- ۱۹۹۵. کتاب خطرات
- ۱۹۹۶. فراتر از پوزیتیویسم و نسبی‌گرایی، شابک ‎۹۷۸−۰−۸۱۳۳−۲۴۶۹−۲[۲۲]
- ۱۹۹۷. خطر پیش رو
- ۲۰۰۶. حقیقت، خطا و حقوق کیفری: مقاله‌ای در معرفت‌شناسی حقوقی
- ۲۰۱۶. معایب قانون: بازنگری در آزمون‌ها و خطاها؟